# ハンス・ブリックス
ハンス・ブリックス（Hans Blix、1928年6月28日 - ）はスウェーデンの政治家、外交官。
1978年から1981年にかけてスウェーデンの外務大臣だった。また1981年から1997年まで国際原子力機関（IAEA）の事務局長を務めた。
1997年に勲一等瑞宝章、2004年にレジオンドヌール勲章、2007年にシドニー平和賞を受賞した。

## 主な受賞歴
- 1987年 - モスクワ大学名誉博士号
- 1998年 - オットー・ハーン賞
- 2003年 - ブリュッセル自由大学名誉博士号
- 2004年 - レジオンドヌール勲章オフィサー
- 2004年 - パドヴァ大学名誉博士号
- 2007年 - ケンブリッジ大学名誉法学博士号[3]
- 2014年 - フルブライト賞